# Adolf Krazer
Adolf Krazer (Zusmarshausen, 15 de abril de 1858 – Karlsruhe, 7 de agosto de 1926) foi um matemático alemão.

## Vida
Em Dillingen an der Donau frequentou o Johann-Michael-Sailer-Gymnasium. Após o Abitur estudou na Kaiser-Wilhelms-Universität Straßburg. Em Berlim foi aluno de Karl Weierstraß e Leopold Kronecker e em Leipzig aluno de Felix Klein. Em 1883 obteve a habilitação em Würzburg, onde foi Privatdozent. Em 1889 foi professor em Estrasburgo e, após a publicação de seu livro sobre funções teta foi em 1902 professor da Technische Hochschule Karlsruhe, onde foi duas vezes reitor. Publicou o artigo Abelsche Funktionen (com Wilhelm Wirtinger) na Encyklopädie der mathematischen Wissenschaften em 1920 e participou como editor na publicação da Opera Omnia de Leonhard Euler.

## Honrarias
- Membro honorário do Corps Rhenania Straßburg
- Eleito membro da Academia Leopoldina (1889)
- Membro extraordinário da Academia de Ciências de Heidelberg (1909)[1]